# Thomas Langton Church

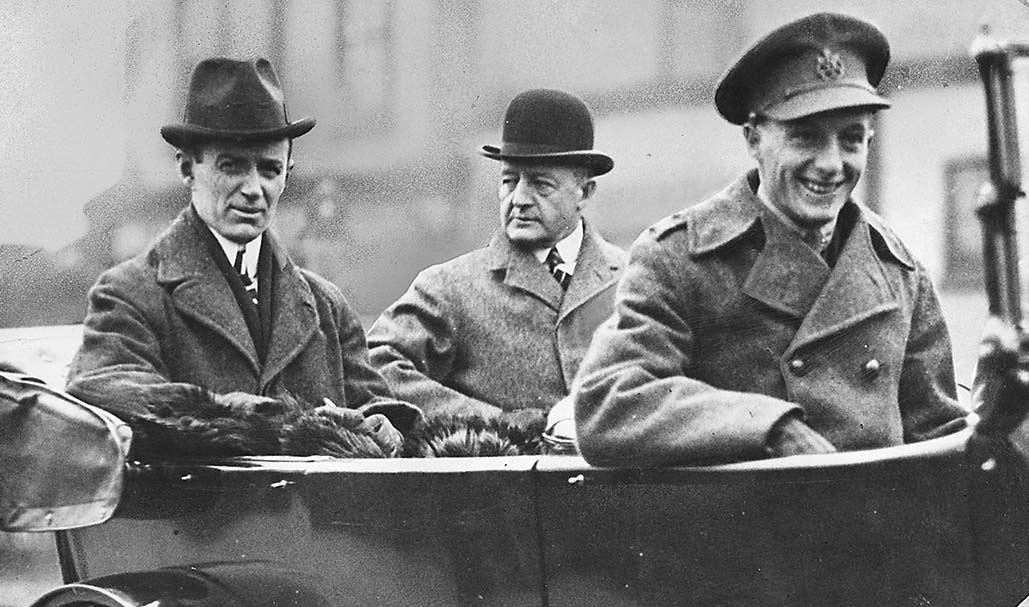
Bürgermeister Churchs (links) mit Sir Adam Beck

Thomas Langton Church (* 1870 in Toronto, Ontario; † 7. Februar 1950) war ein kanadischer Rechtsanwalt, Politiker und 37. Bürgermeister von Toronto.
Church war von Januar 1915 bis Januar 1922 Bürgermeister von Toronto und wechselte danach in die Bundespolitik. In seiner Amtszeit wurde er gelegentlich in den Ausgaben des Toronto Star  von Ernest Hemingway verspottet, der zu dieser Zeit als Reporter bei der Zeitung arbeitete. In der 14. Unterhauswahl wurde er als Kandidat der Konservativen Partei Kanadas ins kanadische Parlament gewählt. Bei der Unterhauswahl 1930 wurde er zwar abgewählt, konnte sich allerdings 1934 in einer Nachwahl als Abgeordneter behaupten.